# إس كيو إل/إكس إم إل
مواصفات  لغة الترميز القابلة للامتداد أو المواصفات الخاصة بلغة الترميز - الاستعانة بلغة الترميز الخاصة بقواعد البيانات حصلت على شهادة الأيزو (انظر لغة قواعد البيانات).
مجموعة القواعد الخاصة بترميز وثائق المستندات تحدد ملحقات وأسانيد اللغة عن طريق مزود هو في حد ذاته عبارة عن عرض بيانات موسوعة لغة الترميز وللبرنامج وظائف أخرى مثل إرشاد البيانات لدعم عدم التلاعب وتخزين هذه التطبيقات في قاعدة البيانات.البرنامج الخاص بلغة الترميز يشمل مهام لبناء قواعد البيانات.. هذه المهام تسمح للمستخدم ببناء عناصر جديدة وسمات خاصة بقاعدة البيانات وعلى سبيل المثال الجداول المترابطة ويمكن استخدامها في وظائف أخرى مثل التواصل مع لغة قاعدة البيانات أو الجمع بين أجزاء صغيرة من رموز لغة الترميز لتكون أكبر حجما ً.
قائمة بالوظائف المتاحة ويشمل البناء :
- تحديد عناصر مجموعة قواعد ترميز الوثائق في شكل مقروء آلياً.
- تحديد صفات لغة الترميز.
- تحديد كثافة لغة الترميز.
- تحديد مساحة لغة الترميز.
- التعقيب والمتابعة للغة التميز.
- إعانة اللغة علي التقدم السريع.
- إعادة صياغة المستندات بلغة الترميز.
- الإمداد بالقواعد العامة للغة.
- الخ.

برنامج مجموعة قواعد ترميز الوثائق يحدد المهام التي تسمح للمستخدم إمكانية الاستعلام عن رموز لغة قاعدة البيانات.
هذه المهام هي :
- برنامج خاص بالاستعلام.
- جدول خاص باللغة.

بينما الاستعلام يكون باسترجاع قيم نوعية من هذه التطبيقات.
ويمكن أن يأخذ دالة جدول لغة الترميز وبياناتها كمدخل وينتج عن ذلك جدول مترابط لإخراج رموز تناسب لغة الترميز للوثائق والمستندات. مثل شروط البحث والتعبير مع وجود الإسناد من مجموعة الرموز للغة الترميز ويكون ذلك عادة بجملة سؤال أين بيان وجدول اللغة.
يتم توفير المزيد من المعلومات والأمثلة من وظائف مجموعة لغة الترميز الموسعة عن طريق وصلات خارجية.

## وصلات خارجية
- Jim Melton Jim Melton; SIGMOD Record
- SQL/XML is Making Good Progress[وصلة مكسورة] Andrew Eisenberg, Jim Melton; SIGMOD Record 31(2): 101-108 2002.
- SQLXML.org
- SQLX.org